# أمينة أولكر طرحان
أمينة أولكر طرحان (بالتركية: Emine Ülker Tarhan)‏ هي محامية وقاضية وسياسية سابقة تركية ولدت في يوم 29 نوفمبر 1963 في مدينة طرسوس في تركيا، كانت سياسية في حزب الشعب الجمهوري التركي، ثم في 2014 أسست حزب الأناضول، الذي شارك في انتخابات 2015 في تركيا.